# Думбревень (Ришка, Сучава)
Думбревень, Думбревені (рум. Dumbrăveni) — село у повіті Сучава в Румунії. Входить до складу комуни Ришка.
Село розташоване на відстані 324 км на північ від Бухареста, 33 км на південь від Сучави, 108 км на захід від Ясс.

## Населення
За даними перепису населення 2002 року у селі проживали 416 осіб, усі — румуни. Усі жителі села рідною мовою назвали румунську.